# スキナーズ・ユニオン

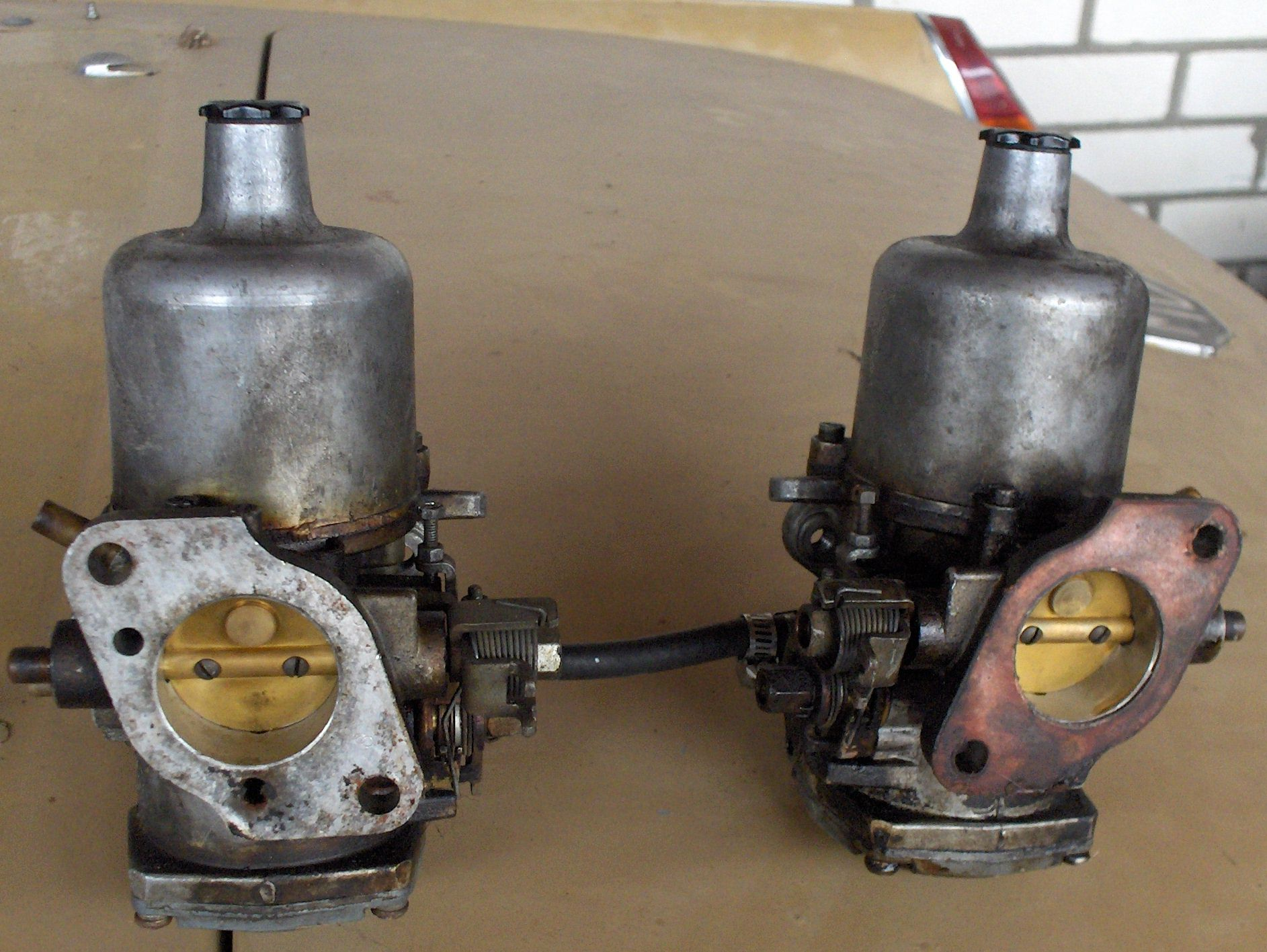
SUキャブレター

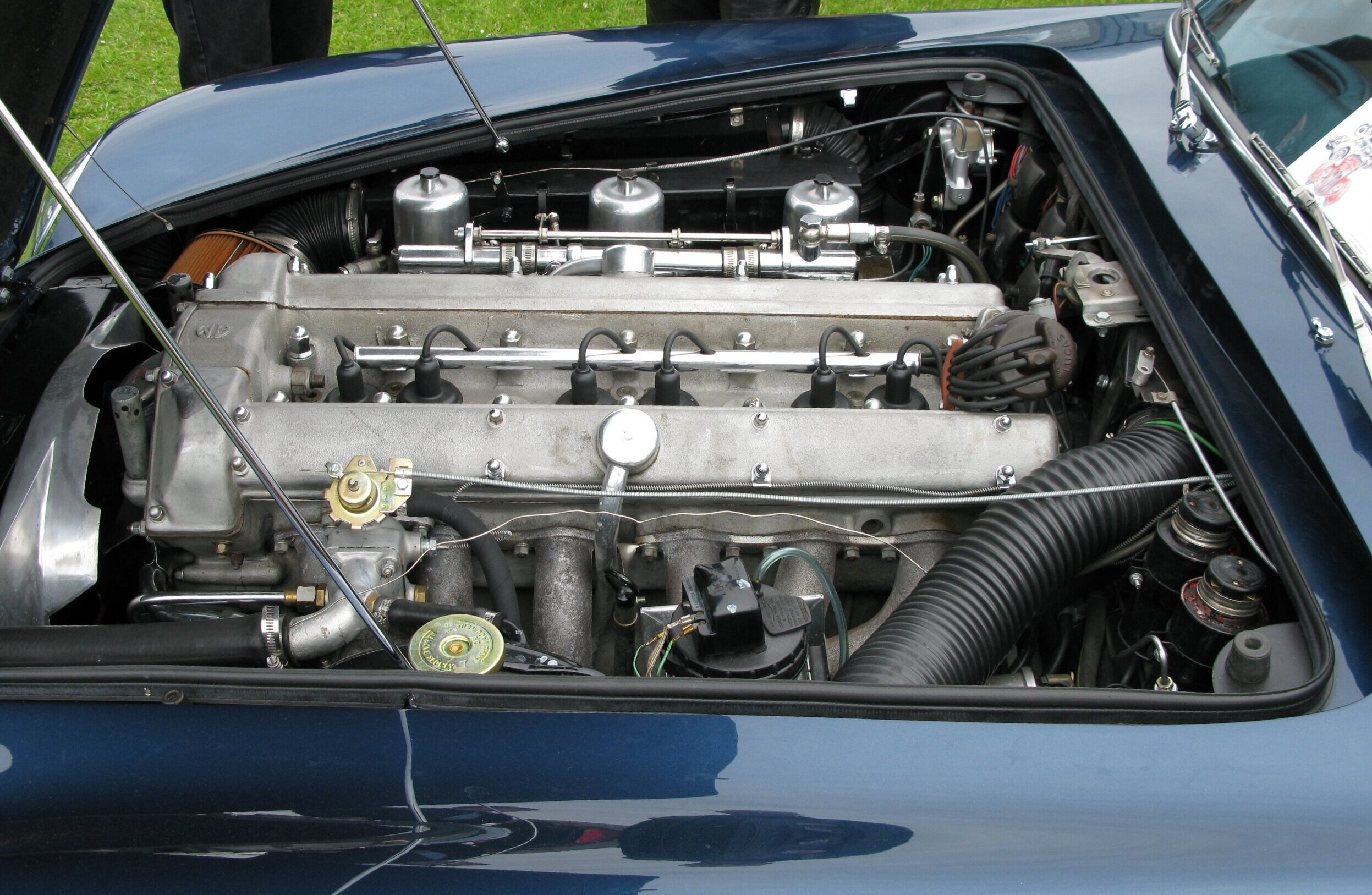
アストンマーティン・DB5に3連装されたSUキャブレター

スキナーズ・ユニオン（Skinners Union ）はイギリスのキャブレターメーカー。ジョージ・ハーバート・スキナーが1905年に独自のキャブレターを開発し、1910年に弟のトーマスとともに同社を設立した。
当初、その製品名はユニオン・キャブレターであったが、すぐに社名の頭文字からSUキャブレターへと改称された。特にイギリスとスウェーデンの自動車メーカーからの純正採用が目立ち、フォーミュラ1を含む多くのレーシングカーにも装着された。初期のいくつかのモデルを除いて、ほとんどがサイドドラフトタイプ。可変ベンチュリ型キャブレターの代表的存在といえる。
1995年のローバー・ミニとオースチン・マエストロを最後に純正供給が終了、現在はクラシックカー用にBurlen Fuel Systems LimitedがSUキャブレターの製造を続けている。
以前は日立製作所（現：日立Astemo）でもOEM生産を行っており、多くの日本車の純正キャブレターとして採用された。ただし、日立製とイギリス製ではニードルバルブ以外のほとんどの部品が異なる。

## 製品
主要モデルはH、HD、HS、HIFなど。
HIF6の様に、モデル名の後に口径を現す数字がつくが、数字が1桁の場合は独特のルールに従って判別する。
6に“/8”を加えて、6/8 = 3/4
前に1を追加して、1-3/4(インチ)
メートル法に換算すると44mmとなる。
HIF38の様に、数字が2桁の場合はそのまま38mmで良い。